# Августиновичі
Августиновичі (пол. Augustynowicz) — польський шляхетський рід.
Рід вірменського походження (можливо, з вірменського королівського дому Атабеків).
- Августинович Ян-Тобіяш (1664—1751), з 1715 року вірменський архієпископ у Львові; користувався великою ласкою папи Климента X, брав участь у Замойському синоді (1720), де було скріплене возз'єднання католицької, вірменської та православної церков; автор кількох творів («Brevis relatio de primordiis Collegii Pontificii Leopoliensis»), що зберігаються в рукописі у бібліотеці вірменського капітулу у Львові.
- Августинович Якоб-Стефан (1701—1783), племінник попереднього і наступник його (з 1751 роки) на вірменській архиєпископській катедрі у Львові; після першого поділу Речі Посполитої домігся від Марії-Терезії ряду милостей для вірменської церкви; багато писав, залишивши рукописи в бібліотеці вірменського капітулу у Львові (особливо «Manuscripta theologica», 6 фол.).
- У 1780 році Бенедикт Йоахім Августинович отримав дворянство в Галичині з однойменним гербом.
- Емануель Августинович де Рошко (1865—1933) — польський науковець, педагог, представник давнього вірменського роду Августиновичів.